# Silveirinha
Octácio da Silveira, conhecido como Silveirinha (Florianópolis, 20 de dezembro de 1923 — Rio de Janeiro, 15 de novembro de 2012), foi um ator brasileiro.

Ator cômico, trabalhou em várias produções da Rede Globo de Televisão como Corpo a Corpo (telenovela de 1984), Memórias de um Gigolô (minissérie de 1986), Hipertensão (telenovela de 1986), A, E, I, O... Urca (minissérie de 1990), Pedra sobre Pedra (telenovela de 1992). e como o personagem Belzonte em Escolinha do Professor Raimundo.
Participou da novela O Sexo dos Anjos interpretando o Zelador Rozendo, pai de Lucinha (Rosana Garcia). Outra participação de destaque do ator foi no Sítio do Picapau Amarelo, onde deu vida à Zeca do Pombo, personagem que participou dos três episódios finais da temporada de 1983 (O Gato Félix, Emília Borralheira e O Burro Falante), sendo um "substituto" de Zé Carneiro, personagem de Tonico Pereira.
Também atuou em filmes, como Bububu no Bobobó, de 1980.

Silveirinha faleceu em 15 de novembro de 2012, na cidade do Rio de Janeiro, aos 89 anos de idade, de falência de múltiplos órgãos.